# Hrabstwo Wabash (Indiana)
Hrabstwo Wabash (ang. Wabash County) – hrabstwo w stanie Indiana w Stanach Zjednoczonych. Hrabstwo zajmuje powierzchnię 413,17 mil² (1070,11 km²). Według szacunków United States Census Bureau w roku 2009 miało 32 558 mieszkańców. Siedzibą hrabstwa jest Wabash.

## Miasta
- La Fontaine
- Lagro
- North Manchester
- Roann
- Wabash

## CDP
- Laketon
- Somerset